# Egidio Nkaijanabwo
Egidio Nkaijanabwo (29 de agosto de 1935), é um padre católico romano do Uganda que serviu como bispo da Diocese Católica Romana de Kasese de 6 de março de 1989 a 15 de abril de 2014.

## Bispo
Ele foi nomeado Bispo da Diocese Católica Romana de Kasese no dia 6 de março de 1989 e foi consagrado bispo em Kasese em 17 de junho de 1989 pelo Cardeal Emmanuel Kiwanuka Nsubuga, Arcebispo da Arquidiocese Católica Romana de Campala, assistido pelo Bispo Serapio Bwemi Magambo, Bispo de Forte Portal e pelo Bispo John Baptist Kakubi, de Mbarara.
Em 15 de abril de 2014, o bispo Nkaijanabwo aposentou-se como bispo e vive como bispo emérito de Kasese, Uganda.